# إنديانابوليس 500 سنة 2014
سباق إنديانا بوليس -500 ميل 2014 أقيم في حلبة إنديانابوليس موتور سبيدواي في 25 مايو 2014 وفاز في السباق ريان هنتر-راي من فريق اندريتي بمتوسط سرعة 186.563 ميل/س (300.244 كم/س).
وكان أول المنطلقين إد كاربنتر (سائق سباقات) بسرعة 231.067 ميل/س (371.866 كم/س).